# جون كارليل هربرت
جون كارليل هربرت هو محامي وسياسي أمريكي، ولد في 16 أغسطس 1775 في الإسكندرية في الولايات المتحدة، وتوفي في 1 سبتمبر 1846 في بوتشانان في الولايات المتحدة. نشط حزبياً في الحزب الفيدرالي الأمريكي. وقد انتخب عضو مجلس النواب الأمريكي ‏.